# Енрико ди Мацей
Енрико ди Мацей (на италиански: Enrico di Mazzei) е италиански оперен певец, тенор.

## Биография
Роден е в София, България през 1894 г. в семейството на Атилио Такела и Естер Върдоляк. Учи оперно пеене в Милано в класа на Дзита Фумагали, а после в Консерваторията в Гент. Дебютира на сцена през 1925 г.
Големият пробив в кариерата ди Мазей си прави във Франция. Поканен е в трупата на Опера Комик през 1926 г., където с голям успех изпълнява ролята на Марио Каравадоси в „Тоска“. Има роли в оперите „Мадам Бътерфлай“ и „Бохеми“ на Джакомо Пучини и „Вертер“ на Жул Масне. Гостува в повечето големи провинциални театри в Белгия, където е посрещнат с триумф. Има записи на дискове за Pathe и Odeon.
Здравословни проблеми преждевременно слагат край на певческата му кариера. Енрико ди Мацей се оттегля в пенсия в Женева, където умира през 1958 г.